# Bernské Alpy

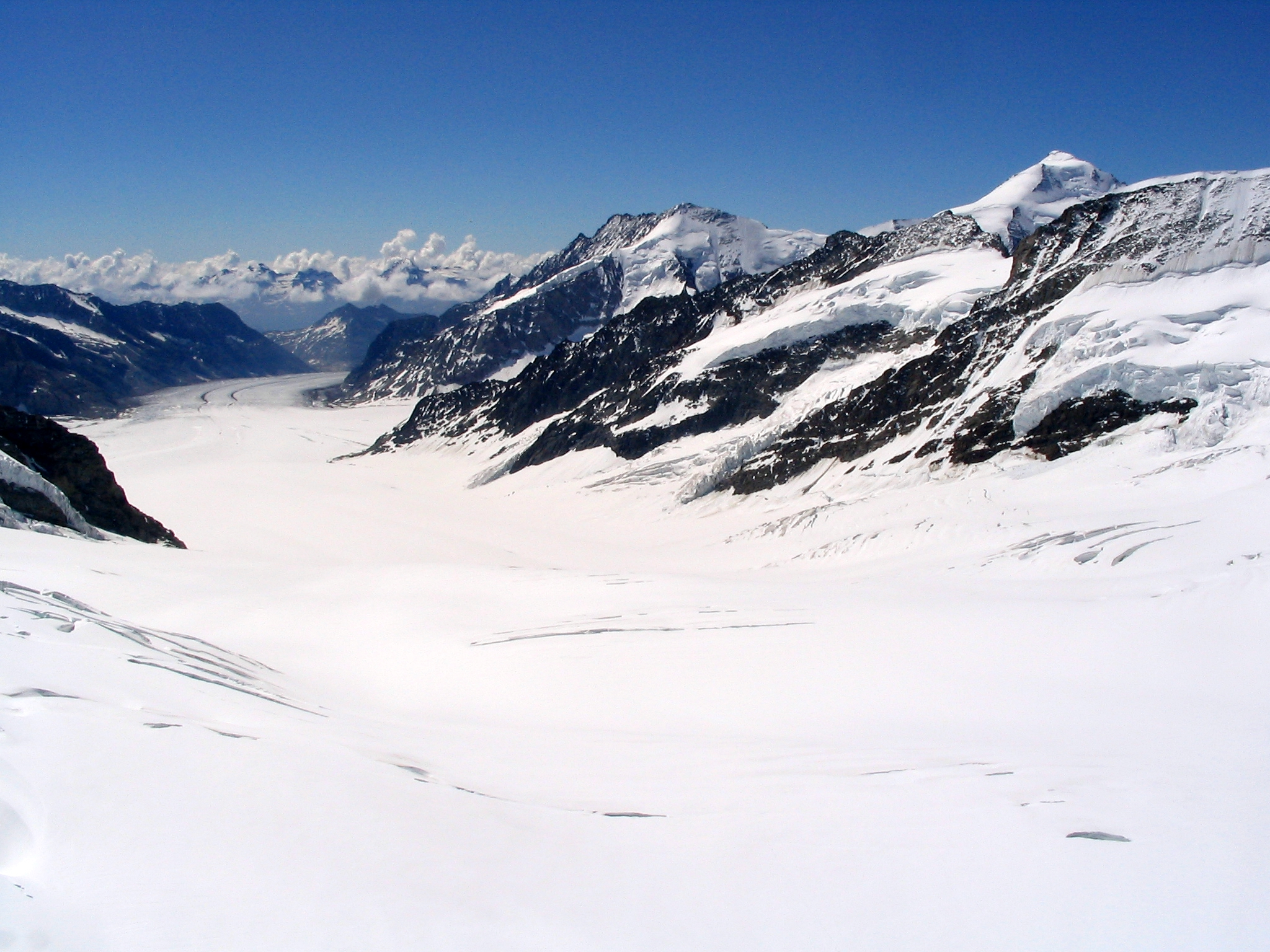
Grosser Aletschgletscher

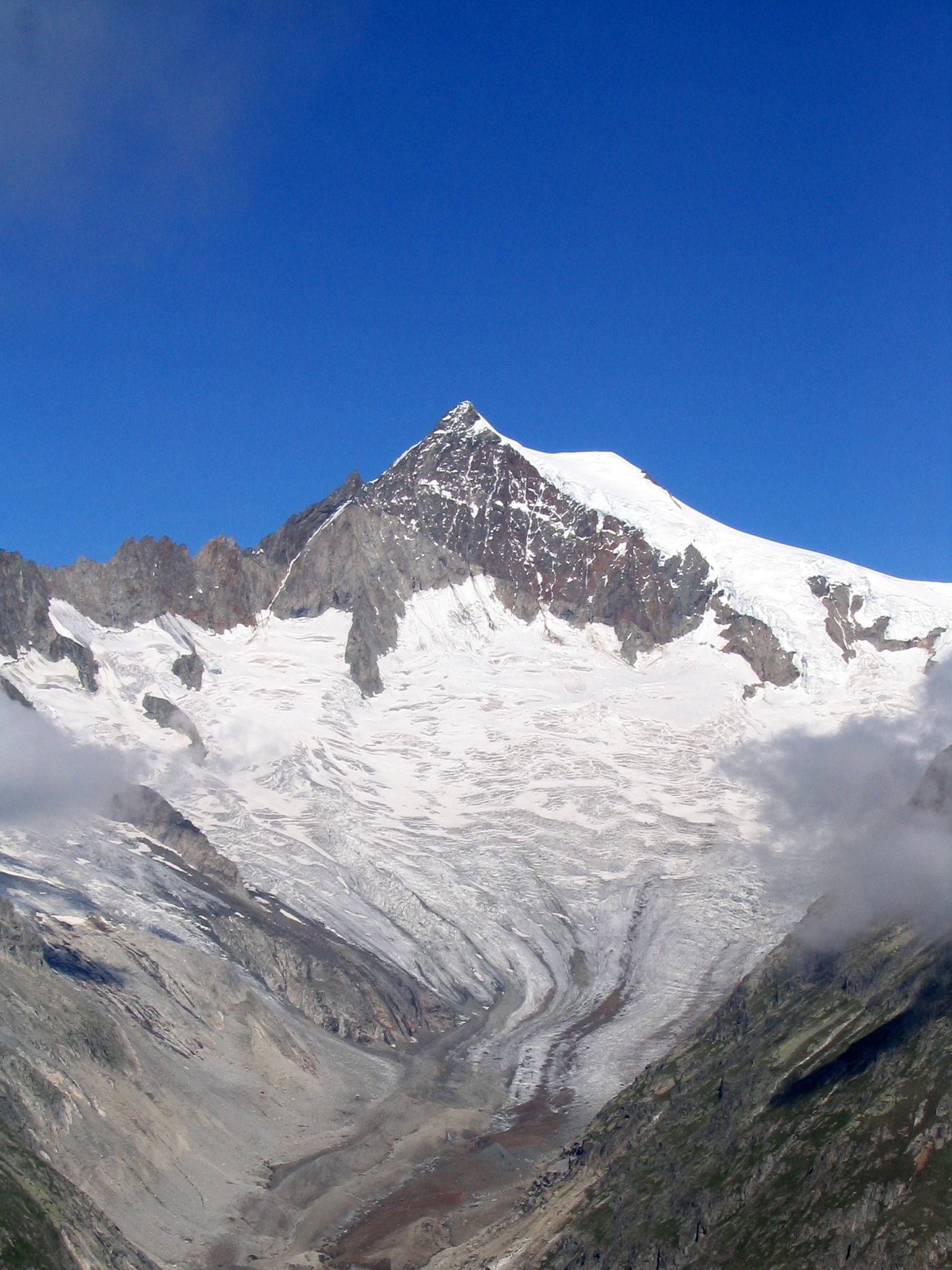
Aletschhorn

Bernské Alpy patří spolu s Walliskými k největším a nejvýznamnějším celkům nejen na území Švýcarska, ale v Evropě vůbec. Pohoří se vyznačuje mohutným zaledněním. Hlavní hřeben Bernských Alp je zároveň rozvodím mezi Severním a Středozemním mořem.

## Poloha
Bernské Alpy patří do Švýcarských Alp. Hranici masivu lze vytyčit na severu osou dvou velkých jezer – Brienzským a Thunerským a od Freiburských Alp je dělí údolí Niedersimmental, středisko Gstaad a přes sedlo Col du Pillon vede tato hranice až do údolí Rhôny. Východní ohraničení pohoří tvoří údolí Aary po sedlo Grimselpass a končí opět u Brienzského jezera.

## Geologie
Horopisně Bernské Alpy náleží k vnějším krystalickým Alpám. Hlavními stavebními horninami jsou žuly, ruly, svory, ale také amfibolity. Na západě území leží jedna z nejvýše položených krasových oblastí Evropy - Diablerets (3220 m), tvořená šedivým vápencem. Tento stavební prvek se však také nachází přímo v centrální části pohoří - Diablerets, Eiger, Wildhorn a další vrcholy.

## Členění
Pohoří Bernské Alpy dělíme na několik samostatných skupin. Viděno ve směru západ – východ to jsou skupiny : Diablerets - Muveran, masiv Wildhorn – Wildstrubel, Balmhorn, Jungfrau – Eiger Blümlisalp, Bietschhorn, Aletschhorn a Finsteraarhorn. Na tyto dominantní celky navazuje na severozápadě nižší oblast zvaná Berner Oberland s vrcholy od 2000–2900 metrů.

## Zalednění
V místě zvaném Konkordiaplatz se stýkají hned čtyři velké ledovce pohoří. Jedná se o Grosser Aletschfirn, Jungfraufirn, Ewigschneefeld a Grünegfirn. Je to zároveň místo, z něhož se vydává na svou takřka 26 km dlouhou pouť největší alpský ledovec vůbec – Grosser Aletschgletscher. Také ostatní bernské ledovce – Kanderfirn, Fieschergletscher či Unteraargletscher snesou takřka "himálajská" měřítka.

## Vrcholy
Snad nejznámějšími vrcholy Bernských Alp je trojlístek hor Mönch, Jungfrau a Eiger. Především posledně jmenovaný štít si našel své pevné místo v historii dobývání evropských velehor. Jeho proslulá severní stěna patří dodnes mezi největší výzvy. Celkem 9 vrcholů přesahuje hranici 4000 metrů. Jsou to :

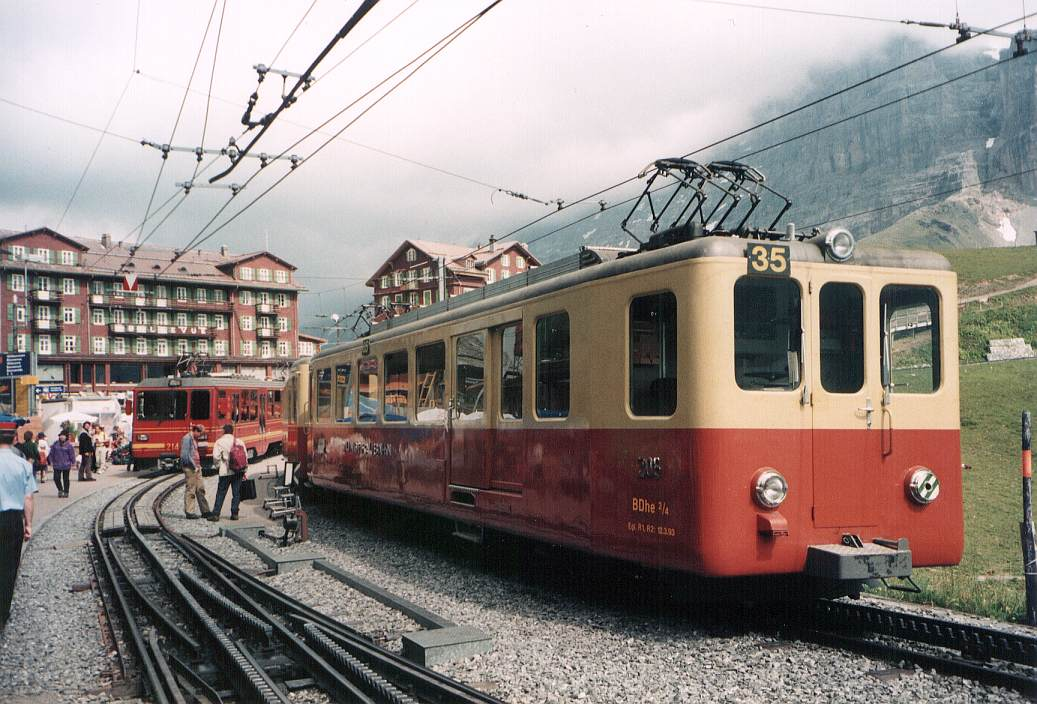
Jungfraubahn – nádraží Kleine Scheidegg

- Finsteraarhorn (4274 m)
- Aletschhorn (4195 m)
- Jungfrau (4158 m)
- Mönch (4107 m)
- Schreckhorn (4078 m)
- Lauteraarhorn (4042 m)
- Gross Fiescherhorn (4049 m)
- Gross Grünhorn (4043 m)
- Hinter Fiescherhorn (4025 m)

## Infrastruktura
Pohoří je dobře zpřístupněno. Do četných bočních údolí, jak již od severu (Kiental, Obersimmental), tak od jihu (Lötschental), zabíhá několik lokálních silnic, množství lanovek a pozemních drah. Snad nejznámější je ozubená železnice Jungfraubahn na sedlo Jungfraujoch vybudovaná v létech 1896–1912 a vedená nitrem hory Eiger a Mönch. Svou maximální výškou 3454 m se pyšní nejvýše položeným nádražím v Evropě.
Nejvýznamnější střediska oblasti jsou :
- Interlaken
- Grindelwald
- Sion
- Sierre